# Sự suy giảm động vật

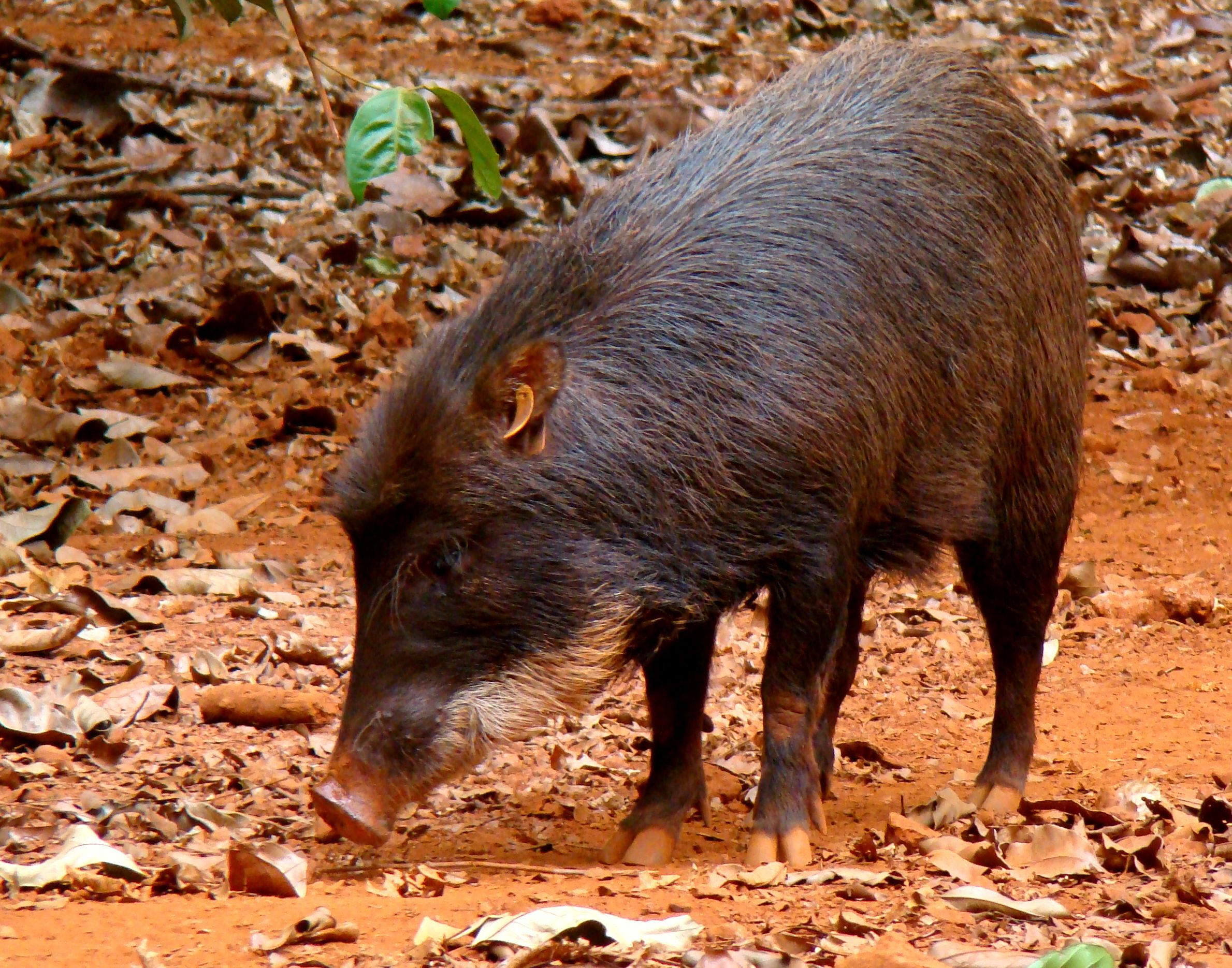
Loài lợn rừng Brazil (lợn peccary môi trắng) vốn phân bố rộng khắp vùng rừng rậm Nam Mỹ nhưng đến nay chúng đã bị suy giảm nghiêm trọng và được xếp vào danh sách các loài nguy cấp

Sự suy giảm động vật (Defaunation) là sự mất mát của các loài động vật trong một cộng đồng sinh thái. Trong vòng 40 năm, số động vật hoang dã giảm đến 58% do các hoạt động của con người, dự báo mức giảm này sẽ tăng lên 67% vào năm 2020. Tỉ lệ suy giảm các loài trên toàn hành tinh đang ở mức vượt ngưỡng an toàn. Động vật ở đồng cỏ, thảo nguyên và cây bụi là những khu vực bị ảnh hưởng tồi tệ nhất, tiếp theo là ở rừng rậm. Nguyên nhân từ các hoạt động của con người, bao gồm hoạt động khai hoang để lấy đất trồng trọt, hoạt động buôn bán.
Nhiều người cho rằng chỉ có đảo ngược sự mất đa dạng sinh học thì mới có lợi cho hệ sinh tái và đảm bảo cho cuộc sống con người. Có sự xem xét việc xác định lại thời đại địa chất hiện tại, coi nó là Kỷ nguyên Anthropocene (kỷ nguyên của con người/kỷ nhân sinh) vì con người đã gây ra tác động cực lớn lên Trái Đất, bao gồm cả những điều khiến lo sợ về sự tuyệt chủng hàng loạt lần thứ sáu trong lịch sử hành tinh. Điều này có thể đe dọa đến khả năng hỗ trợ con người của hành tinh.

## Nguyên nhân

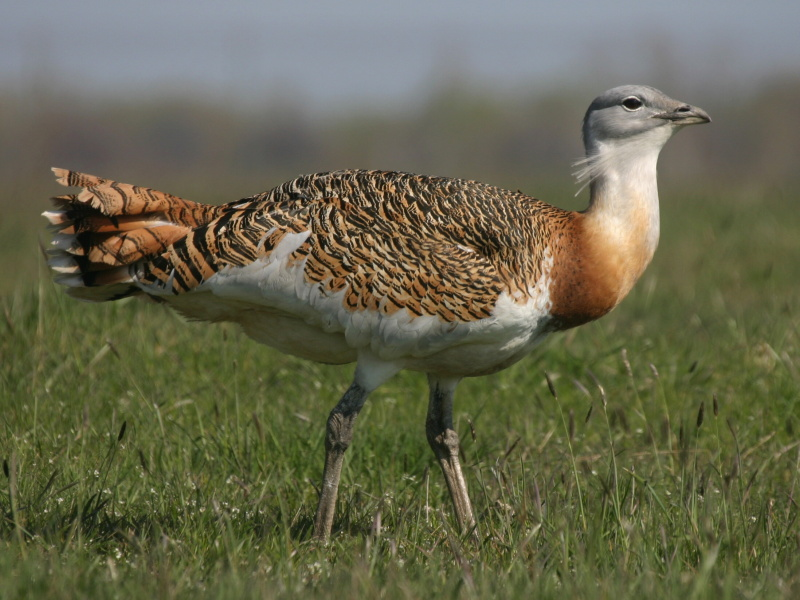
Loài chim ô tác lớn có nguy cơ biến mất

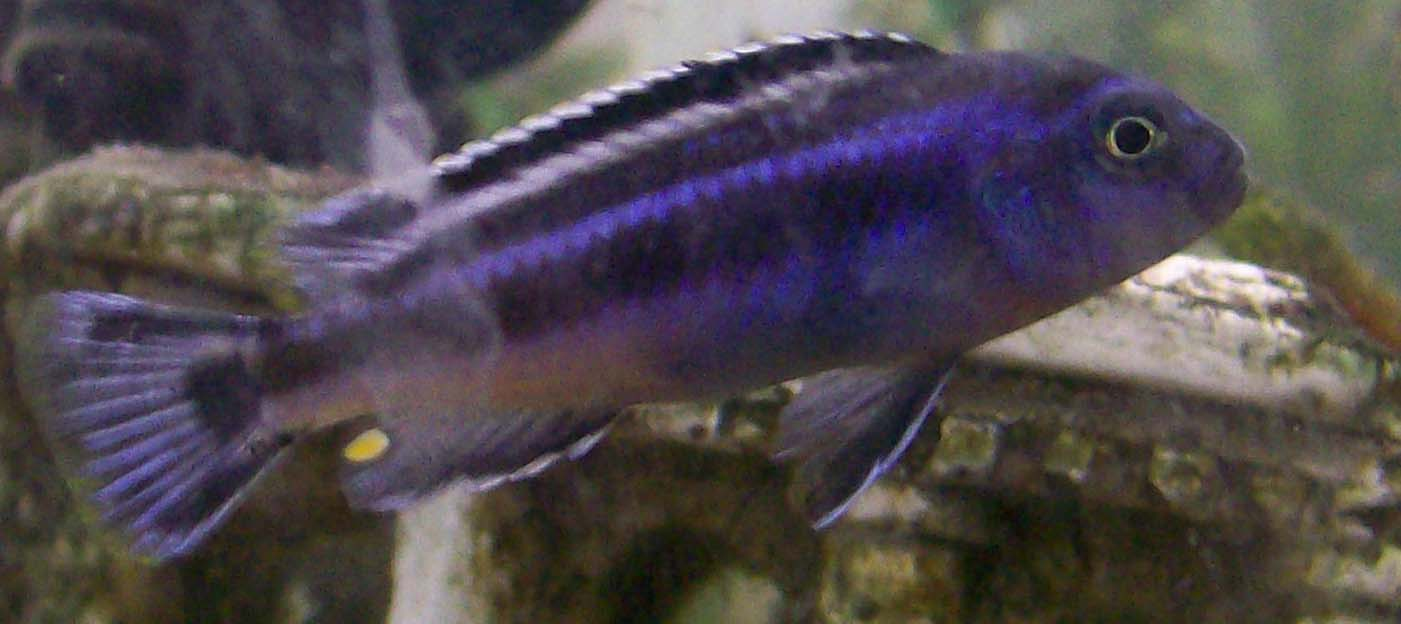
Loài cá nước ngọt Melanochromis johanni đang dần biến mất

Nguyên nhân chính của hiện tượng suy giảm động vật là do sự tăng trưởng dân số và nhu cầu ngày càng tăng của con người. Sự gia tăng dân số, ô nhiễm môi trường và biến đổi khí hậu toàn cầu cũng là những nguyên nhân gián tiếp khiến cho động vật hoang dã bị suy giảm. sự suy giảm số lượng cá thể ở các loài động vật hoang dã có tác động không nhỏ của việc xâm lấn môi trường sống, tận thu đất nông nghiệp, nạn đánh bắt cá, hoạt động khai thác mỏ và nhiều tác động khác của con người.
Mặt khác, quần thể động vật cũng chịu ảnh hưởng bởi biến đổi khí hậu, ô nhiễm và khai thác tài nguyên quá mức. Do hoạt động khai thác quá mức của con người và do biến đổi khí hậu. Hoạt động của con người đã phá hoại nghiêm trọng các đại dương. Con người đánh bắt cá mà không kịp cho chúng sinh sản cũng như phá hủy nơi sinh sản của chúng. Nhiều động vật đã bị suy giảm, mất mát về số lượng do nơi sinh sống bị phá hủy mà nguyên nhân chủ yếu do các hoạt dộng của con người như: phá rừng, xây dựng các công trình thủy điện, đốt rừng lấy đất canh tác
Động vật bị khai thác quá mức, như săn bắn thú phục vụ cho con người. Không chỉ tàn phá về môi trường sống mà nạn săn bắt trộm cũng là một trong những nguyên nhân chủ yếu dẫn tới sự suy giảm nghiêm trọng về số lượng động vật hoang dã. Sự thay đổi trong thành phần hệ sinh thái như khi có một loài bị suy giảm hoặc tuyệt chủng sẽ dẫn đến sự suy giảm của những loài dùng loài đó làm thức ăn. Sự xâm hại của các loài ngoại lai có thể phá vỡ cân bằng sinh thái và làm suy giảm quần thể động vật bản địa.
Nếu những hành vi xâm phạm nghiêm trọng vào giới tự nhiên không được kiềm hãm hoặc chấm dứt thì không chỉ mất đi những loài sinh vật hoang dã mà chính con người cũng sẽ đối mặt tới nguy cơ diệt vong vì đa dạng sinh học trên thế giới không còn trong vòng "giới hạn an toàn" nên có khả năng đe dọa đến sự tồn tại của con người. Các loài động thực vật đang giảm nhanh đến nỗi mất đa dạng sinh học trên thế giới không còn trong vòng "giới hạn an toàn". Giới hạn an toàn được cho là sự giảm 10% độ phong phú các loài so với số lượng ban đầu trước khi con người chiếm cứ mặt đất. Tuy nhiên một số tin rằng tỉ lệ giảm 70% vẫn nằm ở vùng an toàn, dù như vậy, sự phong phú của loài giảm xuống đến 88% một khi có loài mới trong hệ.

## Thế giới
Sự suy giảm của các loài động vật trong 50 năm qua là đáng kể, trong đó con người là nguyên nhân chính khiến số lượng các loài móng guốc và các loài thuộc họ Mèo suy giảm nghiêm trọng trong 50 năm qua. Động vật đã giảm hơn 1 nửa từ năm 1970, tới năm 2020, lượng động vật hoang dã chỉ còn có hơn 1/3 so với hồi năm 1970 với tốc độ suy giảm đang nằm ở mức 2% mỗi năm và không có dấu hiệu chậm đi. Trong khi số lượng trung bình động vật hoang dã đang ngày càng suy giảm nhưng vẫn có những loài thuộc một số điều kiện sống có sự tăng trưởng về quần thể. Một số loài có vú sống trên đồng cỏ ở Châu Phi đã có sự tăng trưởng nhẹ từ năm 2004 nhờ vào nỗ lực bảo tồn. Dù vậy, số lượng chim tại đây vẫn tiếp tục giảm.

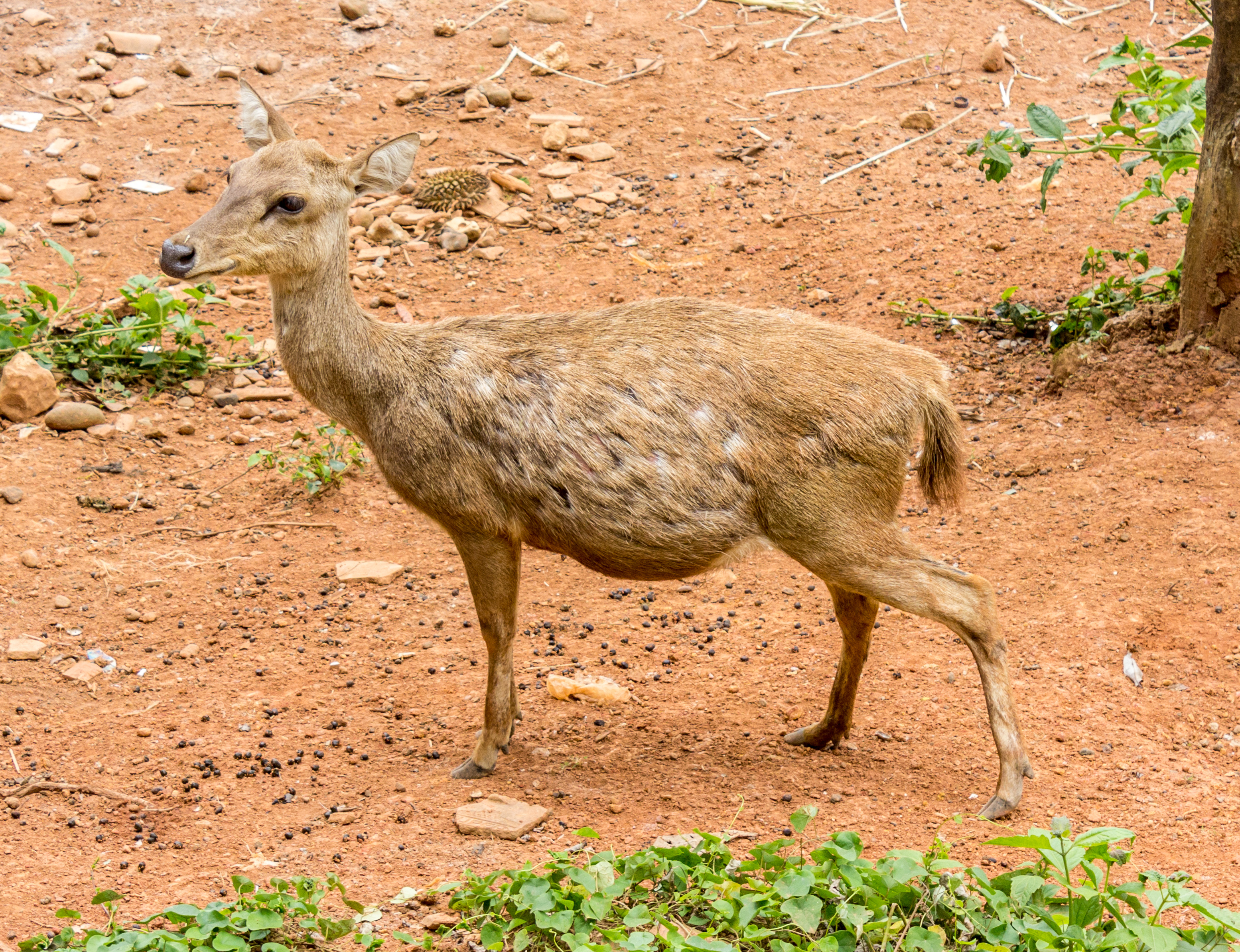
Loài nai Java (Rusa timorensis) đang bị suy giảm số lượng nghiêm trọng

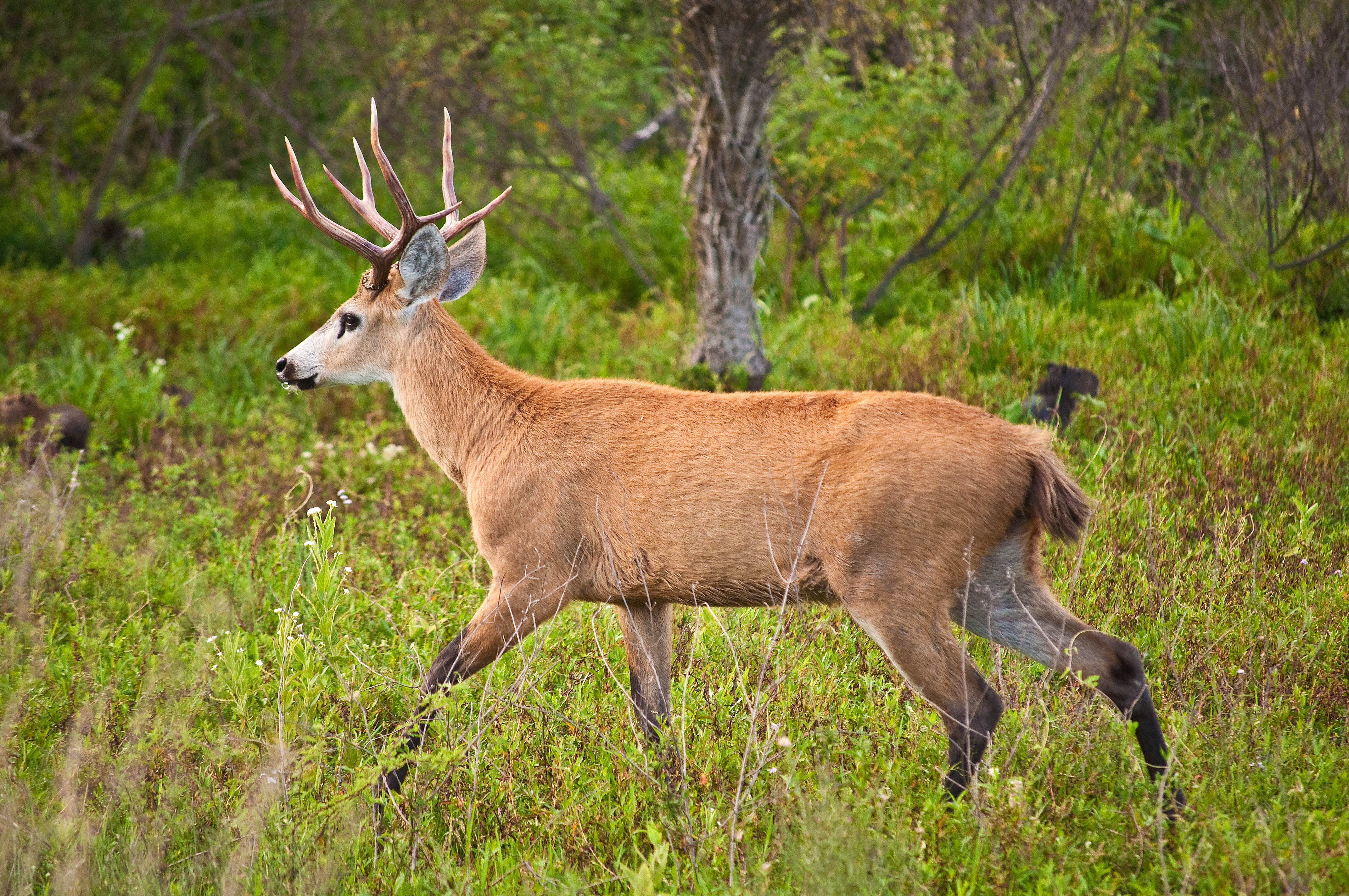
Một con hươu đồng lầy Nam Mỹ, chúng đã bị suy giảm nghiêm trọng về số lượng

Quỹ bảo vệ động vật hoang dã (WWF) đã tiến hành tái thống kê dựa trên 14.152 quần thể của 3706 loài động vật có vú, chim, cá, động vật lưỡng cư và bò sát trên khắp thế giới. Kết quả cho thấy tính tới 2012, lượng động vật hoang dã đã giảm 58% so với hồi năm 1970 với mức giảm bình quân là 2%. Không hề có dấu hiệu chậm lại của sự suy giảm và do đó, tới năm 2020, các quần thể động vật có xương sống có thể sẽ giảm 67%.
Chịu ảnh hưởng nặng nhất là các động vật có xương sống, số lượng của chúng có thể sẽ giảm đến 2/3 vào năm 2020, đặc biệt là những loài sống trong ao hồ, sông ngòi và vùng đất ngập nước. So với năm 1970, số lượng các loài động vật có vú, chim, cá và bò sát biển đã bị giảm 49%, trong số các loài bị suy giảm dân số, cá ngừ và cá thu là hai loài cá được con người ăn nhiều đã giảm đến 74%. Hải sâm cũng suy giảm đáng kể về số lượng trong vài năm qua, đặc biệt tại Galapagos (giảm đến 98%) và Biển Đỏ (giảm 94%).
Nhiều loài như voi châu Phi tại Tanzania đã bị suy giảm cực kỳ nghiêm trọng về số lượng do nạn săn bắt, loài voi châu Phi tại Tanzania đã bị suy giảm cực kỳ nghiêm trọng về số lượng do nạn săn bắt. Tương tự, loài sói bờm ở Brazil cũng đang đứng trên bờ vực tuyệt chủng do khai thác đất canh tác hay loài lươn châu Âu cũng sắp biến mất do bệnh dịch, nạn đánh bắt quá mức và sự thay đổi môi trường sống.
Về tổng thể, số lượng những loài sống trên cạn vốn phân bổ từ đồng cỏ cho tới rừng rậm đã bị suy giảm 2/5 tính từ năm 1970. Tệ hơn, những loài động vật nước ngọt bị giảm tới 4/5 chỉ trong giai đoạn 1970-2012. Quần thể sinh vật ở những vùng ngập nước có sự tăng nhẹ từ năm 2005 và sinh vật biển có sự ổn định về số lượng từ năm 1988. Tuy rằng rằng vẫn còn thực trạng đánh bắt khai thác quá mức đe dọa tới số lượng sinh vật biển. sự thu hẹp môi trường sống của các sinh vật biển, nơi cung cấp thức ăn cho các loài.
Côn trùng là lớp động vật có số lượng đông nhất, có mặt hầu khắp trái đất ước tính có thể có đến 30 triệu loài côn trùng nhưng chính sự đông đảo này lại là một trong những nguy nhân gây suy giảm số lượng côn trùng đáng báo động, nếu có khoảng 50.000 loài cây nhiệt đới, và mỗi cây có 163 loài côn trùng đặc thù sinh sống, nhân lên có thể đến 8 triệu loài, hầu hết thuộc họ cánh cứng sống trong những vòm cây.
Sự biến mất của chúng là nguyên nhân gây suy giảm số lượng ở nhiều loài khác, như chim chóc (số lượng chim trên các cánh đồng nước Anh đã giảm đi phân nửa từ năm 1970), gà so xám (sống nhờ ăn côn trùng) hay cây bắt ruồi (giảm đến 95%), có loài như chim bách thanh lưng đỏ đã tuyệt chủng ở Anh vào những năm 1990 do thiếu thức ăn là những con bọ cánh cứng lớn.
Tại Đức, số lượng côn trùng bay được ở đây đã giảm ¾ kể từ năm 1989. Ngày nay, không cần đến con số thống kê chúng ta vẫn có thể nhận thấy sự suy giảm của côn trùng, lúc trước khi lái xe đường dài qua vùng ngoại ô, côn trùng thường liên tục va vào người lái hoặc kính xe nhưng giờ đây, hiện tượng này không còn nhiều nữa. 
Có các nguyên nhân chủ quan cho vấn đề này: 
- Về văn hóa, người ta thường không quan tâm nhiều đến côn trùng (trừ ong và bướm), với những người yêu thích thiên nhiên, họ cũng có xu hướng tìm hiểu về hoa cỏ, chim chóc hay các loài thú.
- Do số lượng rất lớn, côn trùng không thể được tìm hiểu và tính toán hết số lượng, như ở hệ động vật Anh hiện nay có khoảng 24.500 loài côn trùng, trong đó khoảng 1.800 loài rệp, 4.000 loài cánh cứng, 7.000 loài ruồi và 7.000 loài ong, kiến, tuy nhiên rất nhiều trong số đó chưa được biết đến.
- Nguyên nhân không thể chối cãi được, đó là do con người. Nền nông nghiệp sử dụng quá nhiều hóa chất đã giết chết nhiều loài côn trùng, đồng thời làm bẩn đất đai trong một khoảng thời gian dài. Áp lực này có thể khiến con người giết chết nhiều côn trùng hơn và làm tuyệt chủng nhiều loài hơn.

## Việt Nam
Tại thời điểm năm 1992, Việt Nam có 365 loài động vật được xếp vào danh mục loài quý hiếm. Đến năm 2004, danh sách này đã tăng lên 407 loài, trong đó có 6 loài được coi là đã tuyệt chủng trên lãnh thổ Việt Nam. Đến năm 2007, số loài bị đe dọa ngoài thiên nhiên được đưa vào Sách Đỏ Việt Nam tăng lên 418 loài, trong đó có 116 loài đang ở mức nguy cấp rất cao và 9 loài coi như đã tuyệt chủng, trong đó có: tê giác hai sừng, bò xám, heo vòi, cầy rái cá, cá sấu hoa cà, hươu sao Việt Nam.
Các cuộc khảo sát, điều tra tại các vườn quốc gia, khu bảo tồn cũng cho thấy số lượng cá thể nhiều loài động vật hoang dã giảm đáng kể trong thời gian qua, trong đó phải kể đến hổ, tê tê, voi, trâu rừng, dê núi, cầy, chồn, khỉ, voọc. Riêng với loài hổ, theo số liệu thống kê thì loài hổ sống trong các khu rừng ở Việt Nam giảm từ khoảng 1.000 con trước năm 1970 xuống còn 80 đến 100 con vào năm 2005. Đầu năm 2010, số lượng này giảm xuống chỉ còn khoảng 30 con. 